# Ewangelia Judasza

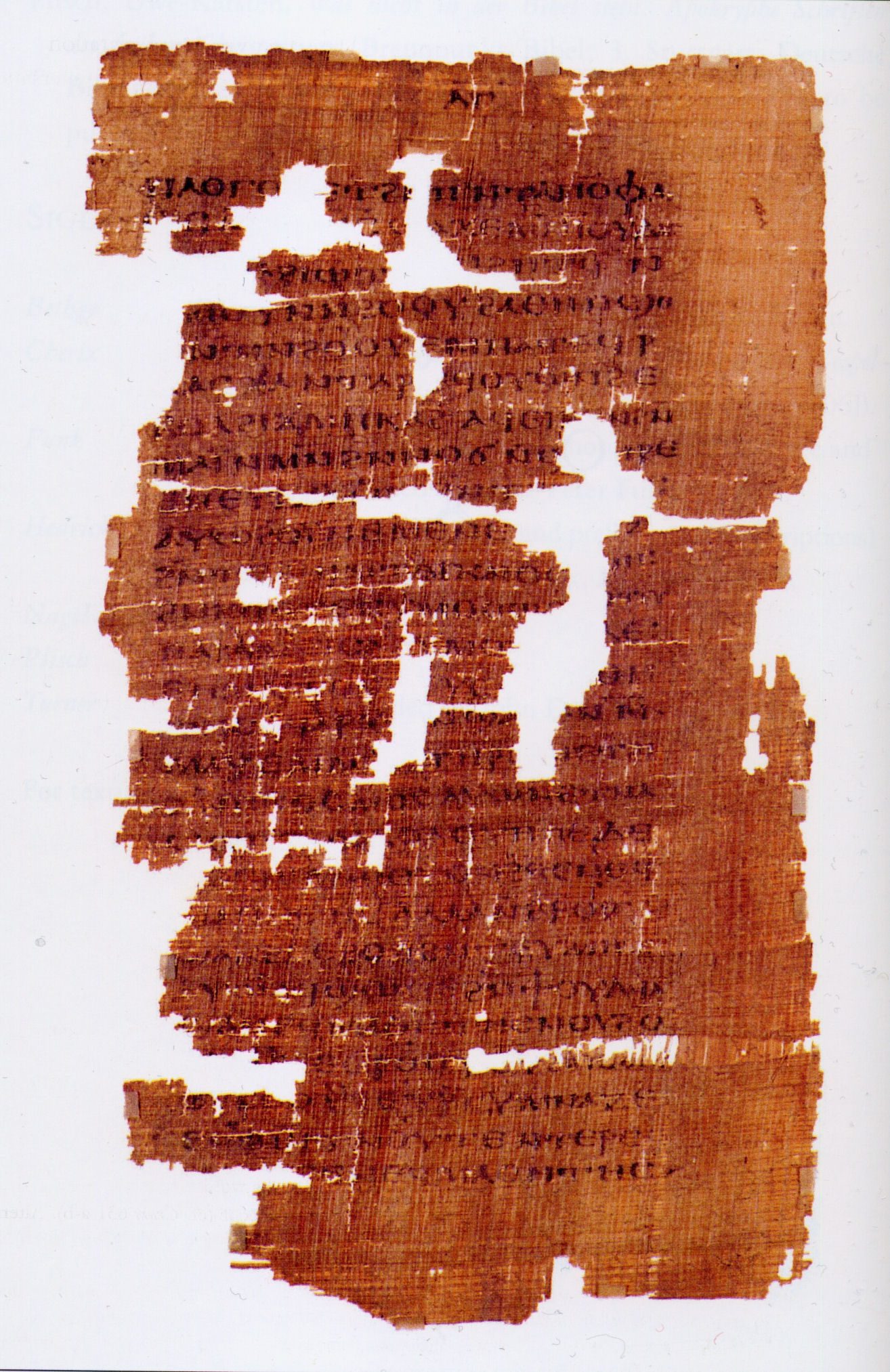
Pierwsza strona Ewangelii Judasza (strona 33 Kodeksu Tchacos)

Ewangelia Judasza − potoczna nazwa apokryficznego tekstu gnostyckiego w języku koptyjskim z zapisami dialogów apostoła Judasza Iskarioty z Jezusem Chrystusem. W przeciwieństwie do czterech ewangelii kanonicznych tekst ten nie ma formy narracji, lecz dialogu. Nie jest też przedstawiony jako napisany przez apostoła.
Manuskrypt (tzw. Kodeks Tchacos) zawierający fragmenty tekstu został znaleziony w Egipcie w 1978 i opublikowany w 2006 roku. Manuskrypt został datowany na rok 280 ± 50 n.e. Treść jest zgodna z przekazem Ireneusza z Lyonu o gnostykach z ok. 180 roku n.e.

## Historia dokumentu
Ten zredagowany po koptyjsku starożytny manuskrypt odkryty został w 1978 roku w Egipcie. Po wielu latach dotarł okrężną drogą do szwajcarskiej fundacji Maecenas. Towarzystwo National Geographic od roku 2004 wspierało renowację i tłumaczenie dokumentu z języka koptyjskiego.
Ewangelia była tłumaczona w Bazylei na niemiecki, angielski, francuski. Tekst Ewangelii Judasza ogłoszono 6 kwietnia 2006 roku.

### Data i okoliczności powstania
Badania przy pomocy izotopu węgla 14C wskazują, że materiał, na którym spisano tekst, pochodzi z III wieku lub pierwszej połowy IV wieku. Ewangelia została napisana pomiędzy 130 a 170 rokiem. Najstarsza znana informacja o jej istnieniu zawarta jest w dziele Adversus haereses (Przeciwko herezjom) z ok. 180 roku autorstwa pierwszego biskupa Lyonu, Ireneusza. Innym, który wspominał o ewangelii, był Epifaniusz z Salaminy w swoich Panarion. Ewangelia Judasza została napisana prawdopodobnie przez kainitów lub setian.

## Streszczenie manuskryptu
Apokryf opisuje początek działalności Chrystusa, proces powołania apostołów, wędrówkę po Palestynie oraz ostatnie dni i godziny przed pojmaniem Jezusa. Według niego Judasz nie zdradził Jezusa, ale wydał go na jego własne życzenie, dzięki czemu Chrystus mógł zbawić świat. Judasz przedstawiony jest w nim jako ten, który jest narzędziem w boskim planie zbawienia, bez którego Chrystus nie mógłby odkupić ludzkości przez swoje ukrzyżowanie.

## Ewangelia Judasza w Polsce
W Polsce ukazała się książka pt. Ewangelia Judasza z serii wydawniczej Wydziału Teologicznego Uniwersytetu Śląskiego Studia Antiquitatis Christianae. Series Nova Wstęp, tłumaczenie z koptyjskiego i komentarz Wincenty Myszor, Księgarnia św. Jacka, Katowice 2006, ss. 96.
Książka zawiera pierwszy polski przekład Ewangelii Judasza z oryginału w dwóch wersjach. Tłumaczenie A opatrzone jest naukowym komentarzem w przypisach, z podziałem na strony i wiersze, zgodnie z koptyjskim rękopisem. Tłumaczenie B – zawiera wersję tak bardzo swobodną, na ile pozwala koptyjski oryginał; bardziej stosowną do lektury. Tekst apokryfu został poprzedzony wprowadzeniem tłumacza, które wprowadza w szerszy kontekst istnienia, odnalezienia i znaczenia „Ewangelii” jako tekstu gnostyckiego. Do książki dodano również wybór tekstów źródłowych – wersję łacińską i polską tekstów autorów starożytnych, którzy wspominają postać lub ewangelię Judasza.

### Teksty źródłowe
- Πευαγγελιον Νїουδας. nationalgeographic.com. [zarchiwizowane z tego adresu (2017-08-20)]. – koptyjski oryginał (format PDF)
- Gospel of Judas – angielskie tłumaczenie według National Geographic (format PDF)
- Ewangelia Judasza – polskie tłumaczenie w układzie rękopisu, autorstwa Wincentego Myszora (format PDF)
- Ewangelia Judasza – polskie tłumaczenie w układzie akapitów (tłumaczenie B), autorstwa Wincentego Myszora

### Omówienia
- Trzynasty duch – rozmowa o "Ewangelii Judasza" z tłumaczem tekstów starochrześcijańskich i gnostyckich
- Ewangelia Judasza – O. Thomas D. Williams L.C., dziekan Wydziału Teologii Uniwersytetu "Regina Apostolorum" z Rzymu, ocenia wagę tego odkrycia – tekst na stronie Opus Dei